# Michael Khöll

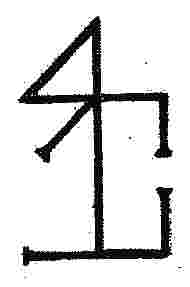
Steinmetzzeichen Michael Khöll

Michael Khöll (* 1660; † 16. September 1713 in Wien) war ein Steinmetzmeister und 1709/1710 Obervorsteher der Wiener Bauhütte. 

## Leben
Michael Khöll wurde in eine Steinmetzfamilie geboren, der Vater Bartholomäus Khöll war kaiserlicher Hofsteinmetzmeister, die Mutter Christine war eine Tochter von Simon Unger, einst Steinmetz und Dombaumeister zu St. Stephan. Die Mutter verfasste ihr Testament am 11. Juli 1661. Neben seinem älteren Bruder David Khöll und Schwester Maria vermachte sie ihrem ... jüngern söhnl Michael 150 fl sambt einem silbern kändl auf die zier vergoldt ... Ihr Testamentszeuge war Adam Haresleben, derzeit Dombaumeister. Die Veröffentlichung des Testamentes erfolgte am 11. Jänner 1662, nachdem Christine Khöllin gestorben war.

## Vollwaise
Der Vater hatte wieder geheiratet, er verfasste sein Testament am 19. Februar 1664, tags darauf starb er. Lebensgrundlage war nicht das persönliche Glück, sondern die Arbeit musste pünktlich abgeliefert werden. Die Witwe verehelichte sich dem Steinmetzmeister Urban Illmayr, der das Gewerbe 1665 übernahm und weiterführte. Michael war im Alter von drei Jahren mit seinen beiden Geschwistern David und Maria Vollwaise, ihr Lebensunterhalt durch das elterliche Erbe gesichert.

## Bruder David als Lehrmeister
Am 15. August 1676 nahm ihn sein Stiefvater Urban Illmayr als Lehrling auf, der auch sein Hauptbürge war, Nebenbürgen die Gesellen Christoph Hainrich und Veith Steinböck. Der Stiefvater starb 1679, sodass der Lehrjunge Michael vom Bruder David, inzwischen junger Meister, zur Freisprechung als Geselle und Bruder am 1. September 1681 geführt wurde.

## Tod des Bruders David
David Khöll verfügte in seinem Testament vom 10. März 1683 ... so ich ohne Leibeserben sterbe .. meinem lieben Bruder Michael Khöll, Steinmetzgeselle, meine Steinmetzhütten oder Werkstatt nächsten bey dem alten Kärntnertor gelegen, samt dem Steinmetz-Werkzeug und 100 Rt und Steine dazu, .. sambt einer silber kandl, in und außwendig vergoldet, welche ich von unsern vatter sel. ererbt habe ... Die Veröffentlichung erfolgte am 28. September 1683, nachdem Bruder David gestorben war.

## Meisterstück
Am 31. Jänner 1690 wurde ihm das Meisterstück aufgetragen, das er am 9. Jänner 1691 vorwies. Wegen der vielen Fehler, die es aufwies, musste er 16 Taler Strafe erlegen. Diese zahlte er in Raten bis 1698 zurück. Sämtliche jungen Meister erhielten hohe Strafen auferlegt.
Am 27. Juni 1692 erhielt Meister Michael Khöll das Wiener Bürgerrecht. In den Jahren 1694 bis 1713 war er in den Steueranschlägen als wohlhabender Meister und Hauseigentümer zu erkennen. In seinem ererbten Haus, das neben der Augustinerbastei gegenüber dem Kärntnertor-Theater lag, verbrachte Abraham a Santa Clara seine freie Zeit im Kreise der Familie Khöll.

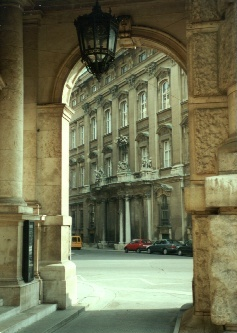
Blick zum Stadtpalais Liechtenstein

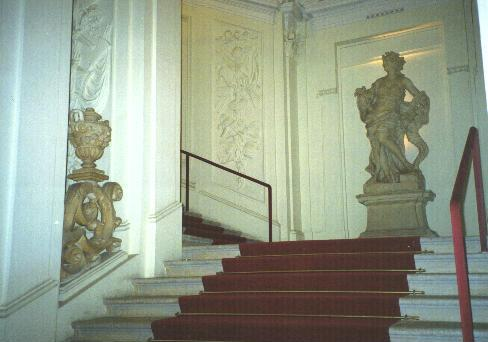
Prunkstiege

## Stadtpalast Liechtenstein in der Bankgasse
Dominikus Andreas Graf Kaunitz erwarb 1691 einige Häuser zur Bankgasse und Minoritenplatz und ließ 1694 nach dem Plan des Domenico Martinelli auf diesen Parzellen ein Palais errichten. Noch im selben Jahr entschloss er sich zum Verkauf an Fürst Johann Adam von Liechtenstein. 
Durch diesen Kauf, der dann zum Stadtpalais Liechtenstein führte, gingen sämtliche Baumaterialien, mochten sie beim Bau selber, oder im kayserlichen und Eggenburger Steinbruch, oder in den Werkhütten der Steinmetzmeister Ambrosius Ferrethi, Giovanni Battista Passerini und Martin Trumler liegen, an Fürst Johann Adam über. In den Jahren 1694, 1695 und 1698 verpflichtete sich Meister Michael Khöll vertraglich, die Kragsteine und Platten des Hauptgesimses und die Fensterrahmen zu liefern. 1699 wurden ihm und seinem Mitmeister Wolfgang Steinböck die Steinmetzarbeiten für die große Treppe (aus hartem Kaisersteinbrucher Stein) um den Betrag von 9.395 Gulden übertragen.
Die Wiener Meister wählten ihn am 23. Februar 1709 zum Oberzechmeister. Am 7. Dezember 1709 amtierte er als Testamentszeuge für Meister Johann Thomas Schilck, Bruder von Meister Johann Paul Schilck in Kaisersteinbruch.

## Tod
Michael Khöll, bürgerlicher Steinmetzmeister, ist am 16. September 1713 beim „weissen Löwen“ am Salzgrieß am podageta und lungl defect im Alter von 53 Jahren verstorben. Er hatte sein Testament bereits am 9. November 1700 geschrieben, darin verfügt dass ... mein toder leichnamb in den neuen gotts akher vor dem schottenthor in außere krufften gelegt werde ... (also außerhalb der Stadt), Ehewirtin Anna Christina war Universalerbin, Meister Veith Steinböck Testamentszeuge. Am 20. September 1713, also 13 Jahre später, erfolgte die Veröffentlichung.